# Chlorissa punctifimbria
Chlorissa punctifimbria är en fjärilsart som beskrevs av W. Warren 1896. Chlorissa punctifimbria ingår i släktet Chlorissa och familjen mätare. Inga underarter finns listade i Catalogue of Life.